# 41型火焰噴射器
41型火焰喷射器（又被称为：FmW41型火焰喷射器），是一款納粹德國在1941年時採用的取代了35型火焰噴射器的喷火器，可用於清除戰壕和碉堡等建築物中的敵軍。

## 简介
因35型火焰噴射器全重高达36公斤，使得单兵的攜行、使用都十分不便。因此，德国在试制的40型火焰喷射器（又被称为：FmW40型火焰喷射器）的基础之上开发出了41型火焰喷射器。
41型火焰喷射器采用传统的双罐式结构，用內置在燃料缸的氢打火信管來點燃其燃料，燃剂罐和喷射剂罐采用分体双缸设计。燃料容量是7.5公升的焦油和石油混合物，名為Flammöl 19；喷射剂用的则是液氢。
經過實戰測試，41型火焰噴射器被證明比其前代的35型火焰噴射器更可靠、更易用。它增加到了32米（105英尺）的射程，以及是更輕的重量（28.7公斤（63磅））。
后在1941年冬天的東線戰場時，因天氣寒冷导致點火裝置失靈，喷火器无法正常使用。就此，德国军工部门对其点火装置进行了修改，用火药信管取代了原来的氢打火信管。火药信管有十个火帽，在严寒条件下也能正常打火。这种改型被称作安装火药信管的四一型火焰喷射器，这种改进后的41型火焰喷射器全重比41型火焰喷射器轻了四公斤，仅为十八公斤，点射次数和射程与四一型火焰喷射器相同。该型火焰喷射器成为了德军喷火兵的标准装备，一直生产到战争结束。四一型和火药信管改型合计生产了六万四千二百八十四具。
火焰噴射器能對敵軍造成極大的心理恐懼，嚴重地打擊士氣。因此，操作火焰噴射器的士兵通常都會成為敵方處理的首要目標，所以這些武器常會偽裝成一般步槍的外表以保護火焰兵免受威脅。